# طراحی جهانی
طراحی جهانی (انگلیسی: Universal Design) به گونه‌ای از طراحی ساختمان‌ها، محصولات یا محیط‌هایی اطلاق می‌شود، که برای همه افراد، بدون توجه به سن، ناتوانی یا عوامل دیگر قابل دسترس باشد. اصطلاح «طراحی جهانی» نخستین بار توسط رونالد میس ابداع شد، تا مفهوم طراحی همه محصولات و محیط ساخته شده را به گونه‌ای توصیف نماید، که زیبایی شناسانه و قابل استفاده برای همه افراد، بدون در نظر گرفتن سن، توانایی یا موقعیت آنها در زندگی باشد.